# حزقيال بابلو بينيت
حزقيال بابلو بينيت (بالإسبانية: Juan Pablo Bennett)‏ هو سياسي تشيلي، ولد في 25 يناير 1871 في لا سيرينا في تشيلي، وتوفي في 12 أغسطس 1951.